# Scortizus zischkai
Scortizus zischkai is een keversoort uit de familie vliegende herten (Lucanidae). De wetenschappelijke naam van de soort is voor het eerst geldig gepubliceerd in 1957 door Martínez.